# Parc de Wolvendael
Pour les articles homonymes, voir Wolvendael.
Le parc de Wolvendael (en néerlandais : Wolvendaelpark) est un parc bruxellois d’environ 18 hectares, situé dans la commune d’Uccle à Bruxelles, au sud du square des Héros et de l’avenue de Fré, et au nord du cimetière du Dieweg. il occupe le versant sud de l'ancienne vallée de l'Ukkelbeek (ou Ucclebeek).

## Étymologie
Le nom « Wolvendael » est d'origine flamande, mais contrairement à ce que l'on pourrait croire à première vue, il n'a rien à voir avec le pluriel du mot « wolf », qui signifie « loup » en néerlandais. Il signifie « vallon (dael) au tournant (wolf) », sans doute à cause du cours sinueux de l'Ukkelbeek (ou Ucclebeek).

## Édifices et monuments
- Château. Il a été construit au XVIIIe siècle par la famille Vanderborght. Il a été la propriété de la famille Mosselman du Chenoy. Il abrite actuellement l'École d'art d'Uccle.
- Pavillon Louis XV. En 1909, un des propriétaires du parc, Léon Janssen, a fait démonter et reconstruire pierre par pierre dans le parc ce petit édifice du XVIIIe siècle provenant d'Amsterdam
- Puits. Situé près du pavillon Louis XV, il est orné de reliefs.
- Bas-relief « Le Réveil du Printemps ». Œuvre de Frans Huygelen (1926). Il représente la nature endormie réveillée par des enfants.
- Plaque commémorative à René Gobert, ancien combattant de 14-18, fusillé en 1943.
- En 1976, une statue de bronze en pied de Tintin et Milou est installée, avant d'être déplacée au Centre culturel d'Uccle en 1988.

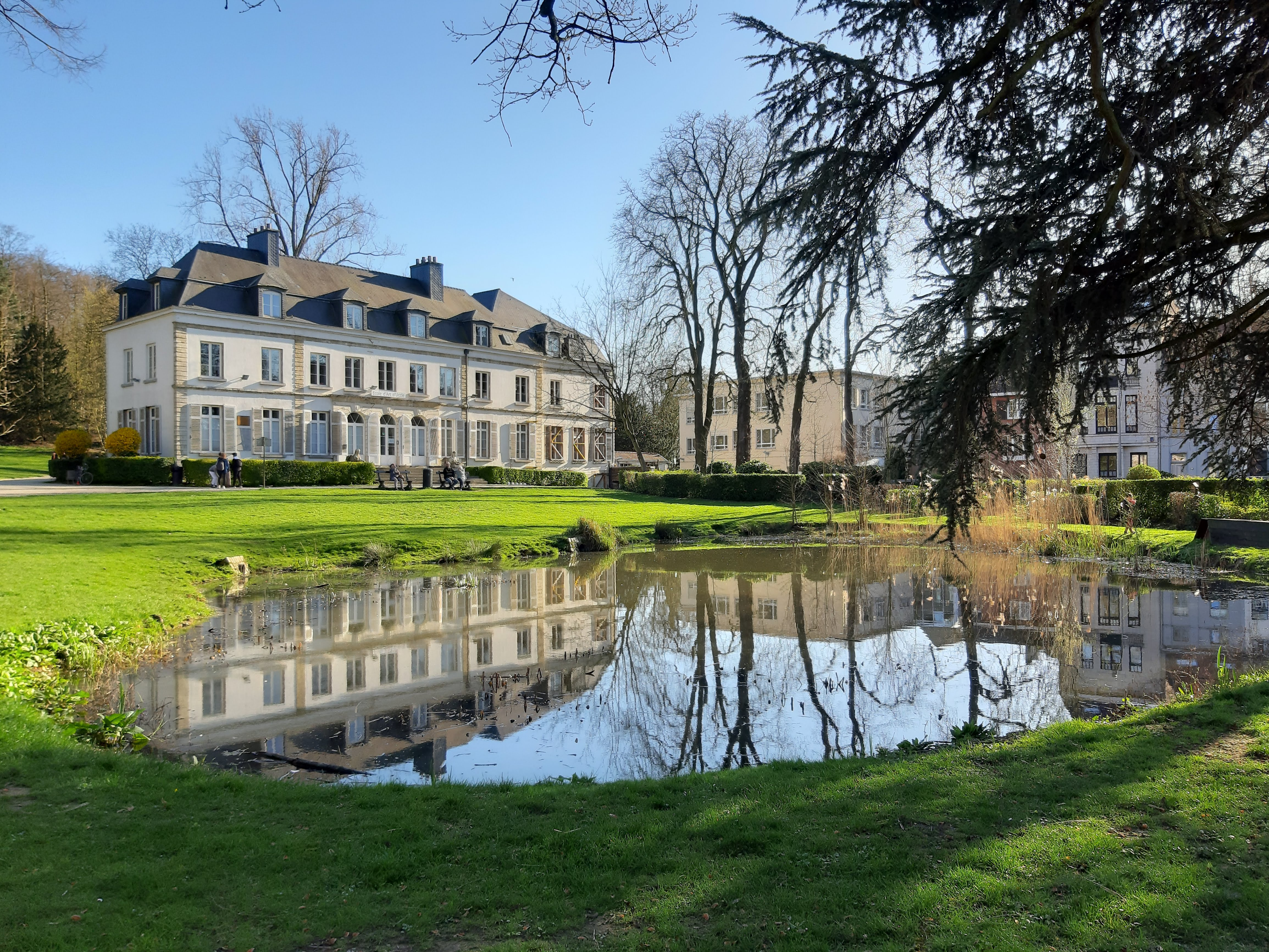
Château de Wolvendael
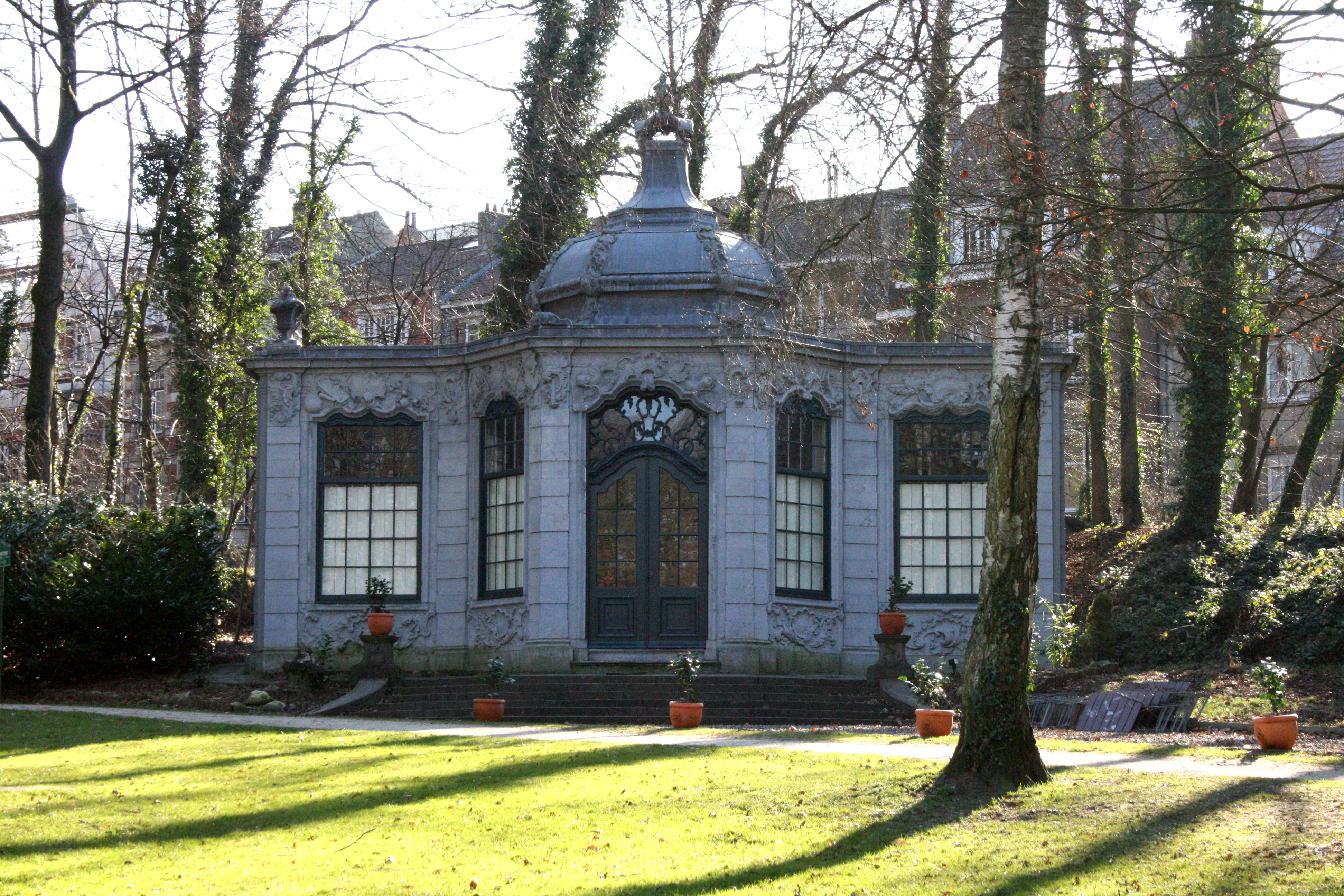
Pavillon Louis XV
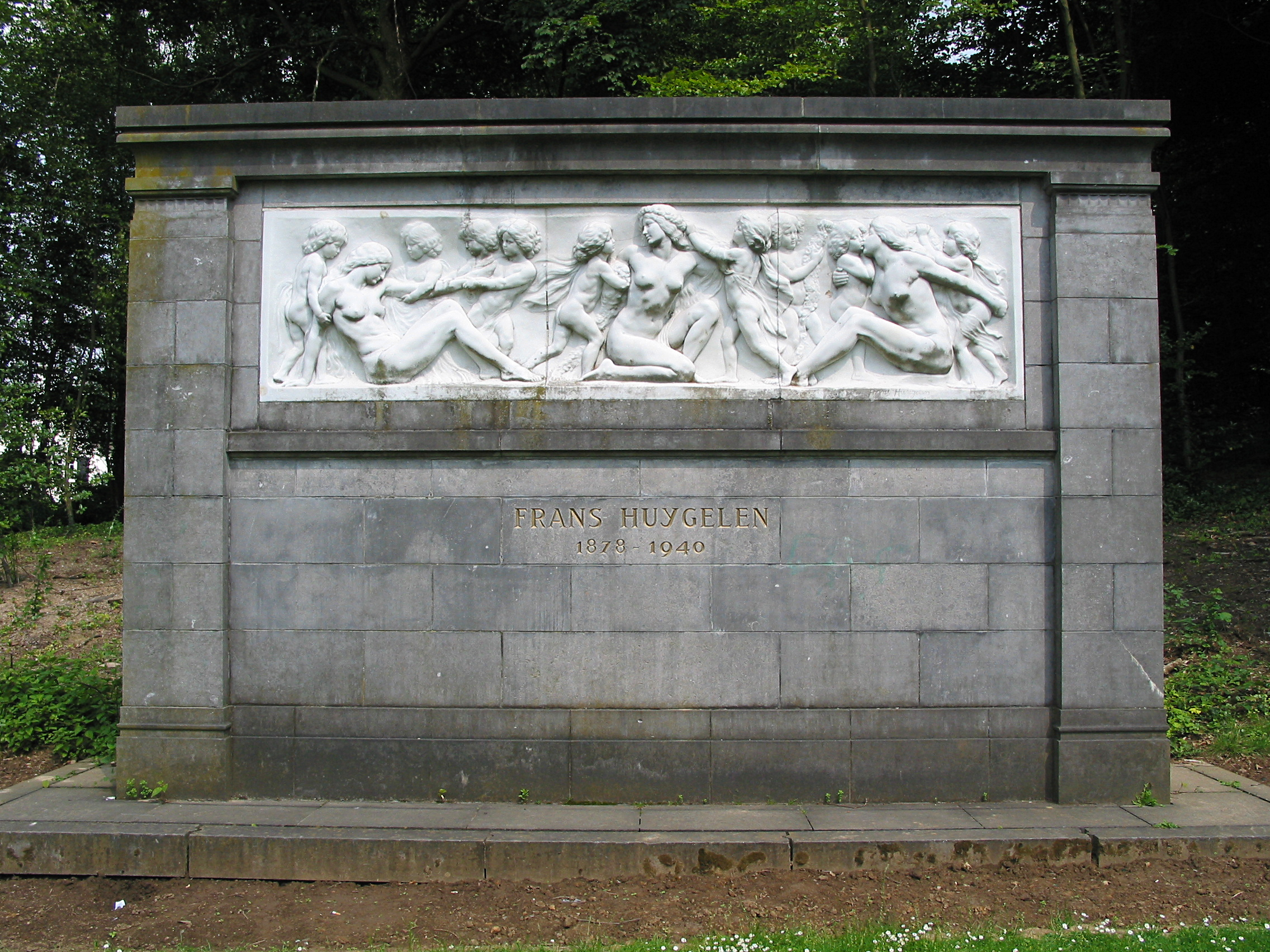
"Le Réveil du Printemps" par Franz Huygelen
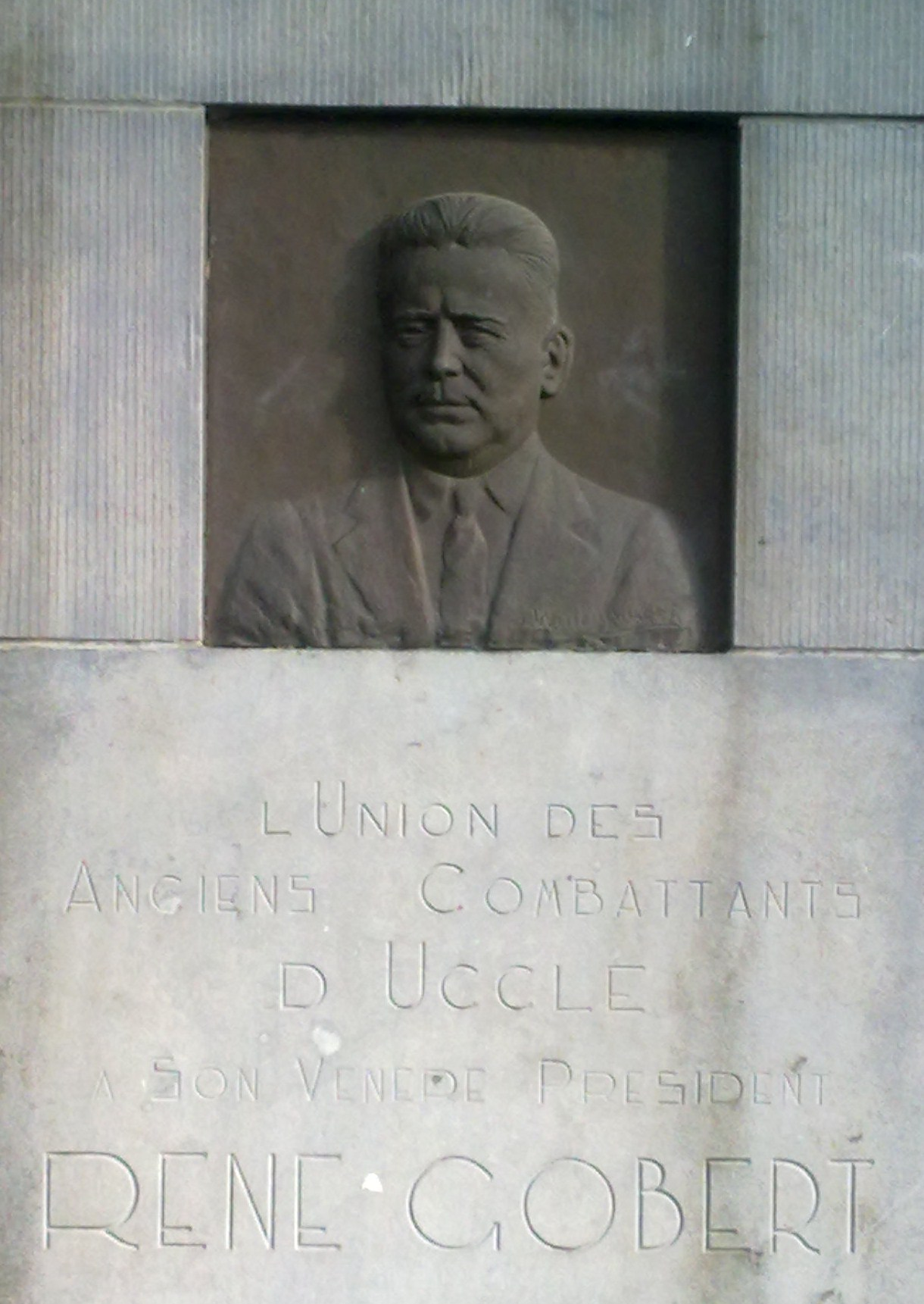
Monument à René Gobert, résistant.

## Arbres remarquables

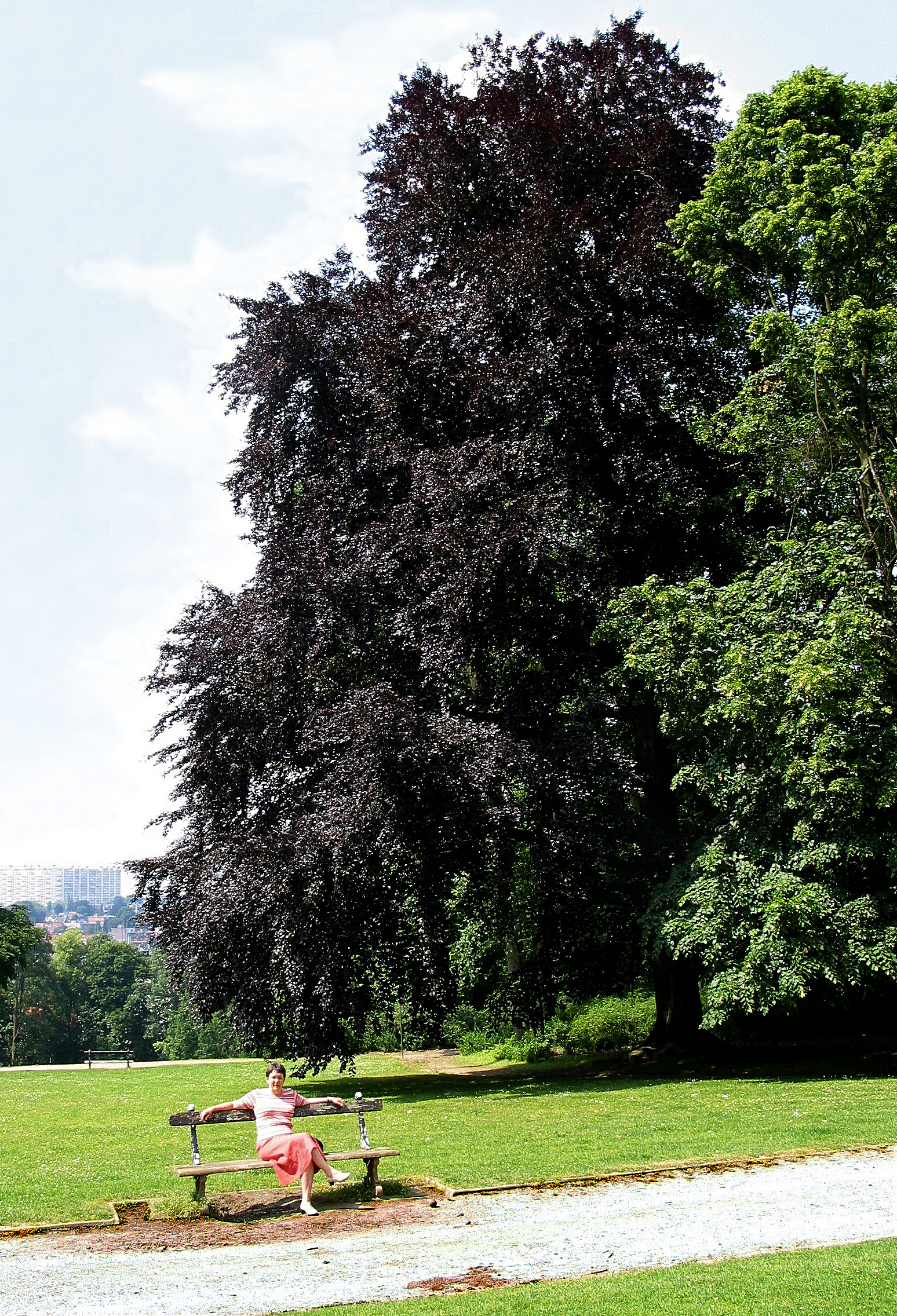
Arbres remarquables du parc.

Ci-dessous, les 22 arbres remarquables du parc répertoriés par la Commission des monuments et des sites :
| nom français               | nom latin                   | cir. en cm |
| -------------------------- | --------------------------- | ---------- |
| Cèdre bleu de l'Atlas      | Cedrus atlantica 'Glauca'   | 390        |
| Châtaignier                | Castanea sativa             | 341        |
| Châtaignier                | Castanea sativa             | 272        |
| Cyprès chauve de Louisiane | Taxodium distichum          | 272        |
| Hêtre d'Europe             | Fagus sylvatica             | 349        |
| Hêtre d'Europe             | Fagus sylvatica             | 284        |
| Hêtre pourpre              | Fagus sylvatica f. purpurea | 445        |
| Hêtre pourpre              | Fagus sylvatica f. purpurea | 419        |
| Hêtre pourpre              | Fagus sylvatica f. purpurea | 362        |
| Hêtre pourpre              | Fagus sylvatica f. purpurea | 333        |
| Marronnier commun          | Aesculus hippocastanum      | 283        |
| Marronnier commun          | Aesculus hippocastanum      | 278        |
| Marronnier commun          | Aesculus hippocastanum      | 272        |
| Marronnier commun          | Aesculus hippocastanum      | 266        |
| Mélèze d'Europe            | Larix decidua               | 232        |
| Noyer noir                 | Juglans nigra               | 320        |
| Peuplier du Canada         | Populus x canadensis        | 398        |
| Pin noir                   | Pinus nigra                 | 276        |
| Pin noir                   | Pinus nigra                 | 252        |
| Sorbier de Scandinavie     | Scandosorbus intermedia     | 129        |
| Tilleul argenté pleureur   | Tilia x petiolaris          | 337        |
| Tilleul argenté pleureur   | Tilia x petiolaris          | 315        |